# الرحبات
الرحبات (به عربی: الرحبات) یک شهرداری در الجزایر است که در استان باتنه واقع شده‌است.